# پت گرت و بیلی د کید
پَت گَرِت و بیلی د کید (انگلیسی: Pat Garrett and Billy the Kid) یک فیلم درام وسترن به کارگردانی سم پکینپا محصول سال ۱۹۷۳ است. ترانه‌های موسیقی متن فیلم را باب دیلن ساخت که مشهورترینشان «کوبیدن بر در بهشت» بود.
پت گرت و بیلی د کید به خاطر درگیری‌های پشت صحنهٔ پکینپا و کمپانی مترو گلدوین مایر معروف است؛ نزاعی که در نهایت سبب شد دو نسخه از فیلم تهیه شود. نسخهٔ موردنظر پکینپا بعدها در سال ۱۹۸۸ به صورت ویدئویی منتشر شد که بسیار مورد تحسین قرارگرفت و اکنون یکی از فیلمهای بزرگ دهه ۷۰ میلادی شناخته می‌شود. مجله امپایر فیلم را در جایگاه ۱۲۶ام از فهرست پانصد فیلم برتر تاریخ سینما قرار داد.

## داستان
در سال ۱۹۰۹، در نزدیکی لاس کروسس، نیومکزیکو، پت گارِت در حال سوارکاری با مردانی است که برای حلقهٔ سانتافه کار میکنند، ناگهان توسط همدستانش از جمله جان دبلیو. پو به قتل میرسد.  
در سال ۱۸۸۱ در فورت سامنر قدیم، نیومکزیکو، ویلیام اچ. بانی، معروف به بیلی د کید، با دوستانش مشغول تیراندازی به مرغها برای تفریح است. گارِت، که دوست قدیمی بیلی است، به همراه معاون کلانتر جی. دبلیو. بل به شهر میرسد و به آنها میپیوندد. بعداً، در حالی که مشروب میخورند، گارِت به بیلی میگوید که مردم میخواهند او از کشور برود و اینکه پنج روز بعد، وقتی او به عنوان کلانتر شهرستان لینکلن سوگند یاد کند، مجبور خواهد شد بیلی را دستگیر کند و بکشد.  
شش روز بعد، گارِت و معاونانش خانه‌ای کوچک را محاصره میکنند که بیلی و دار و دستهاش در آن پناه گرفته‌اند. در درگیری مسلحانه‌ای که رخ میدهد، چارلی بائودری و چند نفر دیگر از دو طرف کشته میشوند و بیلی دستگیر میشود. در حالی که بیلی در زندان شهرستان لینکلن منتظر اعدام خود به جرم کشتن باکشات رابرتز است، معاون کلانتر، باب اولینگر، او را مسخره و کتک میزند، در حالی که داربست دارزن در نزدیکی زندان در حال ساخت است. گارِت به اولینگر هشدار میدهد که اگر دوباره بیلی را اذیت کند، اخراج و به تگزاس فرستاده خواهد شد. سپس، گارِت شهر را ترک میکند تا مالیات‌ها را جمع‌آوری کند و دو معاونش را برای نگهبانی از بیلی میگذارد. اولینگر دوباره با بیلی جر و بحث میکند، اما پس از مداخلهٔ جی. دبلیو. بل، اولینگر برای نوشیدن میرود. بیلی یک اسلحه را که رفقایش برایش در توالت مخفی کرده بودند پیدا میکند و به بل از پشت شلیک میکند. سپس تفنگ اولینگر را که با «شانزده سکه نازک» پر شده برمیدارد و اولینگر را در خیابان به قتل میرساند و میگوید: «بقیه‌اش را نگه دار، باب». بیلی از شهر فرار میکند.  
پس از بازگشت گارِت به لینکلن و استخدام معاون جدیدی به نام آلاموسا بیل کِرمیت، به سانتافه میرود تا با فرماندار، لو والاس ملاقات کند. فرماندار او را با دو مرد قدرتمند از حلقهٔ سانتافه آشنا میکند. آنها هزار دلار برای دستگیری بیلی د کید پیشنهاد میدهند که پانصد دلار آن نقد است. گارِت پول را رد میکند و میگوید وقتی بیلی را تحویل دادند میتوانند تمام مبلغ را پرداخت کنند و به آنها هشدار میدهد که تنها در صورتی موفق خواهد شد که جنگی دیگر بر سر گَله‌ها شروع نشود. در همین حال، بیلی به دار و دستهاش در فورت سامنر قدیم برمیگردد و تصمیم میگیرد چند روزی استراحت کند. سه غریبه که به دنبال کشتن او هستند با او درگیر میشوند که هر سه در تیراندازی بعدی کشته میشوند، با کمک مردی دیگر به نام آلیاس که یکی از آنها را با چاقو زدن به گردنش میکشد. آلیاس شاهد فرار بیلی از زندان شهرستان لینکلن بوده است.  
گارِت با کلانتر کالین بیکر ملاقات میکند به امید اینکه او اطلاعاتی دربارهٔ محل بیلی داشته باشد. بیکر و همسرش همراه گارِت میروند تا برخی از اعضای قدیمی دار و دستهٔ بیلی را دستگیر کنند. در یک تیراندازی، اعضای دار و دسته از جمله بلک هریس کشته میشوند و بیکر زخمی مرگبار برمیدارد. همسر بیکر در کنار رودخانه از این قانونمند در حال مرگ مراقبت میکند تا جان بسپارد. بعداً در همان شب، گارِت مردی را میبیند که از روی یک قایق به بطریهای شناور در آب شلیک میکند. این دو برای لحظاتی از فاصله به هم خیره میشوند و سپس تفنگهایشان را پایین میآورند.  
گارِت توسط جان دبلیو. پو، که به دنبال شهرت است و برای حلقهٔ سانتافه کار میکند، همراهی میشود. این دو به سمت جنوب غربی میروند تا با جان چیسام، یک بارون قدرتمند گله‌دار، ملاقات کنند. چیسام به آنها میگوید که بیلی دوباره گله‌های او را دزدیده و برخی از مردانش را کشته است. بیلی زمانی برای او کار میکرد و ادعا داشت که چیسام ۵۰۰ دلار دستمزد معوقه به او بدهکار است. پاکو، دوست بیلی، و خانواده‌اش برای پیشگیری از رسیدن گارِت به فورت سامنر قدیم، به سمت مکزیک میروند و بیلی هم به زودی به آنها میپیوندد. در راه، بیلی به فروشگاه هورل، که متعلق به یک دوست قدیمی است، سر میزند. تصادفاً، هورل میزبان معاون جدید گارِت، آلاموسا بیل، است. پس از صرف غذا، بیلی و آلاموسا برای دوئل ده‌قدمی به بیرون میروند و بیلی آلاموسا را میکشد. در همین حال، گارِت و پو به یک سالن میرسند. گارِت به پو میگوید که بدون او برود و او پنج یا شش روز بعد در رازول به او ملحق میشود. سه عضو از دار و دستهٔ بیلی وارد سالن میشوند. گارِت پس از مسخره کردن هالی و مست کردن او، وقتی هالی چاقو میکشد، او را به قتل میرساند و به آلیاس میگوید به بیلی پیغام بدهد که «با هم کمی مشروب خوردیم».  
گارِت زودتر از پو به رازول میرود تا سرنخ‌های بیشتری دربارهٔ محل بیلی پیدا کند. او به یک فاحشه به نام روتی لی حمله میکند و از او میشنود که بیلی در فورت سامنر است. پو به رازول میرسد و گارِت را برهنه و در تخت با چند فاحشه پیدا میکند و تأیید میکند که بیلی در فورت سامنر است. گارِت یک دوست قدیمی را که زمانی به او کمک کرده کلانتر شود، همراه خود میکند و به همراه پو به فورت سامنر میرود تا بیلی را پیدا کند. آن شب، بیلی و دوست‌دخترش، دختر پیت مکسول، با هم رابطه دارند که گارِت و دو معاونش میرسند. بیلی برای آوردن گوشت میرود و پس از دیدن معاونان گارِت (که هر دو از شلیک به کید میترسند)، به اتاق عقبی میرود که گارِت در آنجا به او شلیک میکند. گارِت عصبانی به پو ضربه میزند که سعی داشت انگشت ماشهٔ بیلی را قطع کند. او تا صبح در ایوان میماند تا مردم فورت سامنر که خبر مرگ بیلی را شنیده‌اند، جمع میشوند تا جسد بیلی را ببینند. گارِت سوار اسبش میشود و از شهر خارج میشود، در حالی که یک پسر کوچک به سمت او سنگ پرتاب میکند و به او دشنام میدهد.

## بازیگران
- جیمز کابرن
- کریس کریستوفرسون
- باب دیلن
- اسلیم پیکنز
- جیسون روباردز
- هری دین استنتون
- جک ایلام
- کتی هورادو
- ریچارد برایت
- جان بک
- چارلز مارتین اسمیت
- ریچارد جاکل
- چیل ویلز
- بری سالیوان
- آر. جی. آرمسترانگ
- مت کلارک
- ریتا کولیج
- امیلیو فرناندز
- پائول فیکس
- الیشا کوک جونیور
- جان دیویس چندلر

## نسخه‌های فیلم
در سال ۱۹۸۸، شرکت ترنر هوم انترتینمنت با همکاری MGM، نسخه پیش‌نمایش سام پکینپا از فیلم "پت گارت و بیلی د کید" را روی نوار ویدئو و دیسک لیزری منتشر کرد. این نسخه باعث شد فیلم دوباره ارزیابی شود و بسیاری از منتقدان آن را یک شاهکار گمشده و اثباتی بر استعداد سینمایی پکینپا در آن دوران دانستند. شهرت این فیلم پس از انتشار این نسخه به شدت افزایش یافت و اکنون به عنوان یک اثر کلاسیک- مدرن شناخته میشود که از بسیاری جهات با آثار قبلی پکینپا برابری میکند.
کریس کریستوفرسن در مصاحبه‌ای اشاره کرد که پکینپا احساس میکرد استودیو باب دیلن را به او تحمیل کرده و به همین دلیل آهنگ "در زدن به بهشت" را از نسخه پیشنمایش حذف کرده بود. کریستوفرسن معتقد بود: "این بهترین استفاده از موسیقی در فیلمی بود که تا آن زمان دیده بودم. متأسفانه سَم... در این مورد دید درستی نداشت."
در سال ۲۰۰۵، نسخه دیویدی فیلم توسط برادران وارنر منتشر شد که هم نسخه پیش‌نمایش و هم یک نسخه ویژه جدید را در بر میگرفت. این نسخه ویژه ترکیبی از نسخه سینمایی، نسخه پیش‌نمایش و چند صحنه جدید بود که قبلاً در هیچکدام از نسخه‌ها دیده نشده بود. همانطور که در توضیحات صوتی دیویدی گفته میشود، این نسخه سوم که به "نسخه ویژه" معروف است، ۱۱۵ دقیقه زمان دارد و کمی کوتاه‌تر از نسخه پیش‌نمایش است.
در ژوئیه ۲۰۲۴، مجموعه Criterion این فیلم را در قالب بلوری و 4K اولترا اچدی منتشر کرد. این نسخه شامل یک ویرایش جدید به مناسبت پنجاهمین سالگرد فیلم است که به صورت دیجیتالی با کیفیت 4K مرمت شده، به همراه نسخه سینمایی با کیفیت 4K و نسخه پیشنمایش با کیفیت 2K ارائه شده است.